# ジョゼップ・マリア・バルトメウ

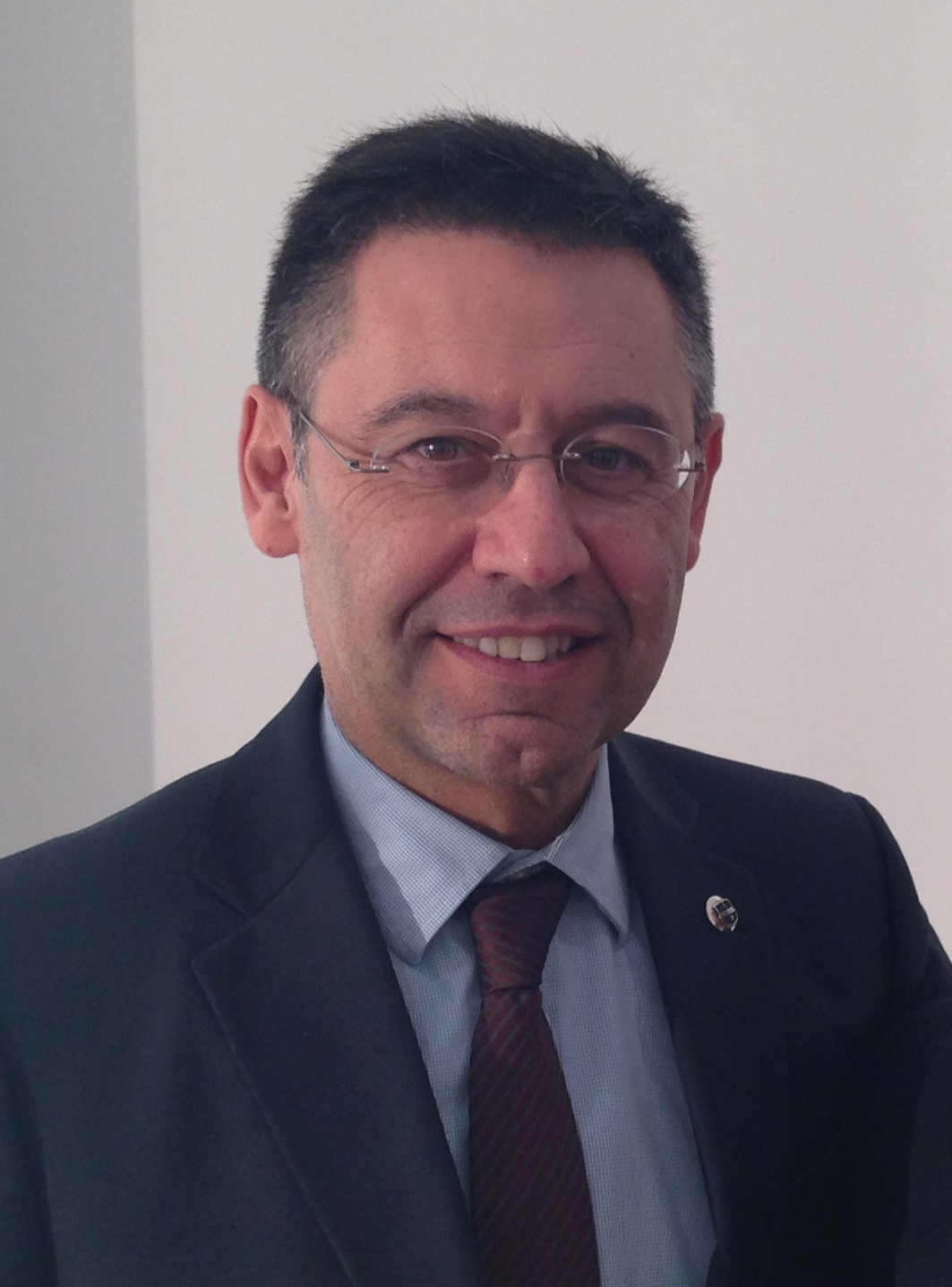
2015年

ジョゼップ・マリア・バルトメウ（Josep Maria Bartomeu i Floreta、1963年2月6日 - ）は、FCバルセロナの元会長である。

## 来歴
前任のサンドロ・ロセイが辞任を表明した2014年1月24日にFCバルセロナの会長に就任した。
2013年に獲得したネイマールの移籍金を実際より低く申告したとしてバルトメウは脱税を疑われ、法廷闘争を避けるため罰金550万ユーロを支払うことに合意した。2014-15シーズンと2015-16シーズン、FCバルセロナはリーガ・エスパニョーラで優勝した。
FCバルセロナでの選手補強を含めたクラブ運営方法には多くの批判を寄せられており、2020年4月にはバルトメウの方針についていけず、理事6人が一度に辞任。同年8月25日に16年間所属したスター選手であるリオネル・メッシが退団の意思を示すと、ファンの怒りは激化。同日に本拠地カンプ・ノウ周辺にファンが集結して、バルトメウの会長辞任とメッシの残留を要求するデモが展開された。この動きを受けて、クラブ理事会メンバー数人がバルトメウの会長辞任を申し立てているとも報じられている。
同年10月27日にクラブ理事会の不信任投票を待たずに辞任した。